# Bifrenaria mellicolor
Bifrenaria mellicolor är en orkidéart som beskrevs av Heinrich Gustav Reichenbach. Bifrenaria mellicolor ingår i släktet Bifrenaria och familjen orkidéer. Inga underarter finns listade i Catalogue of Life.

## Bildgalleri

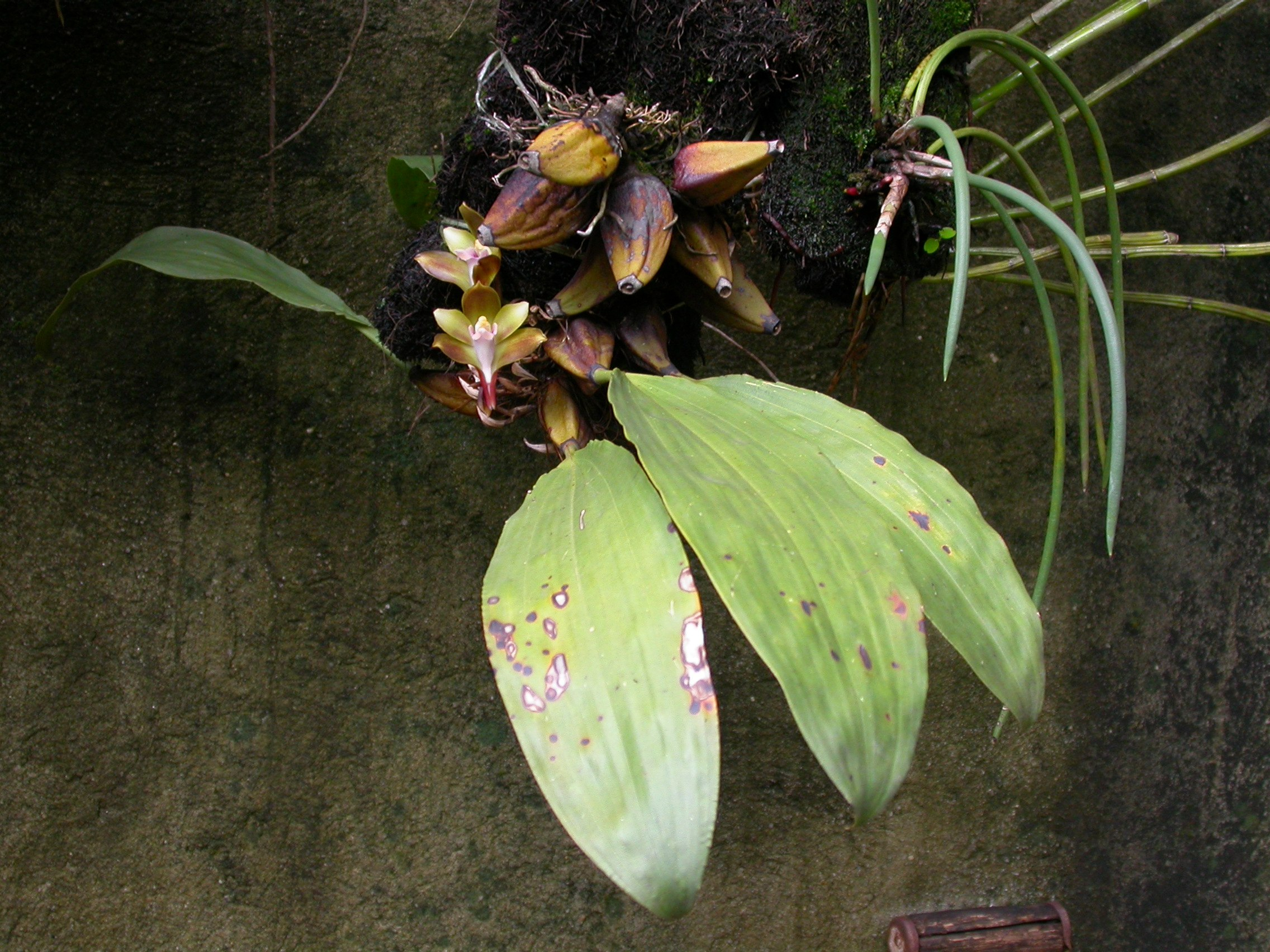
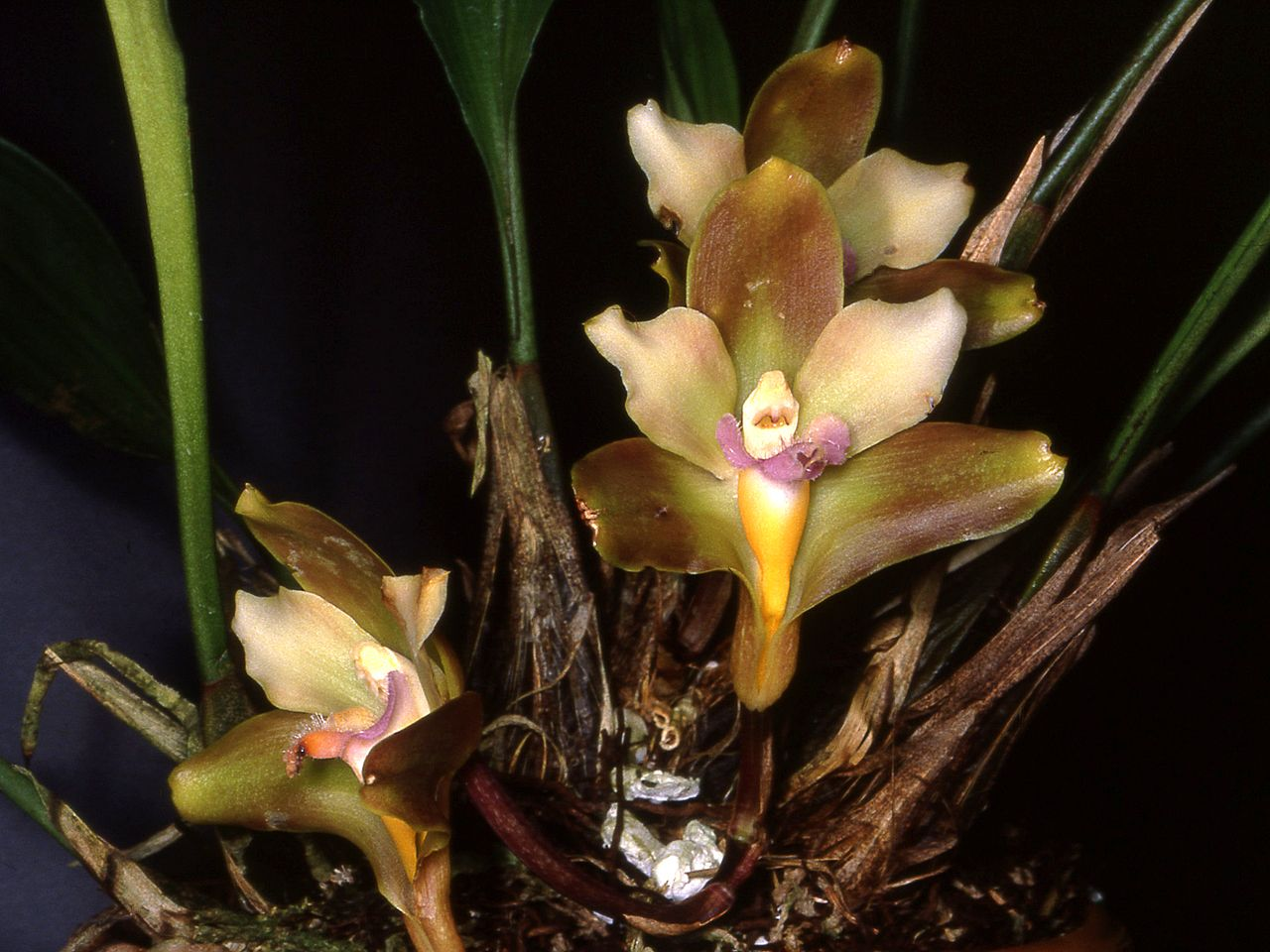
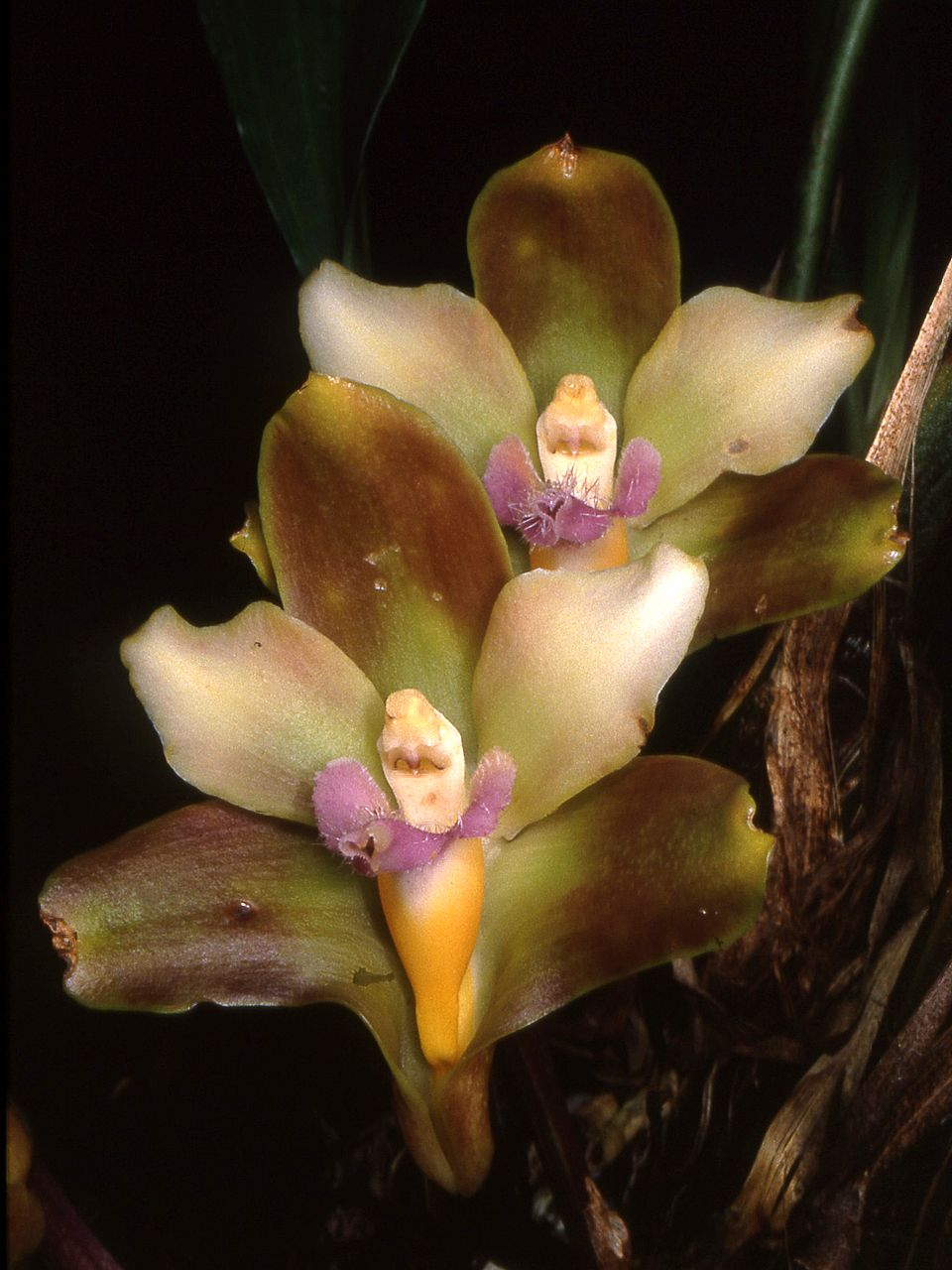
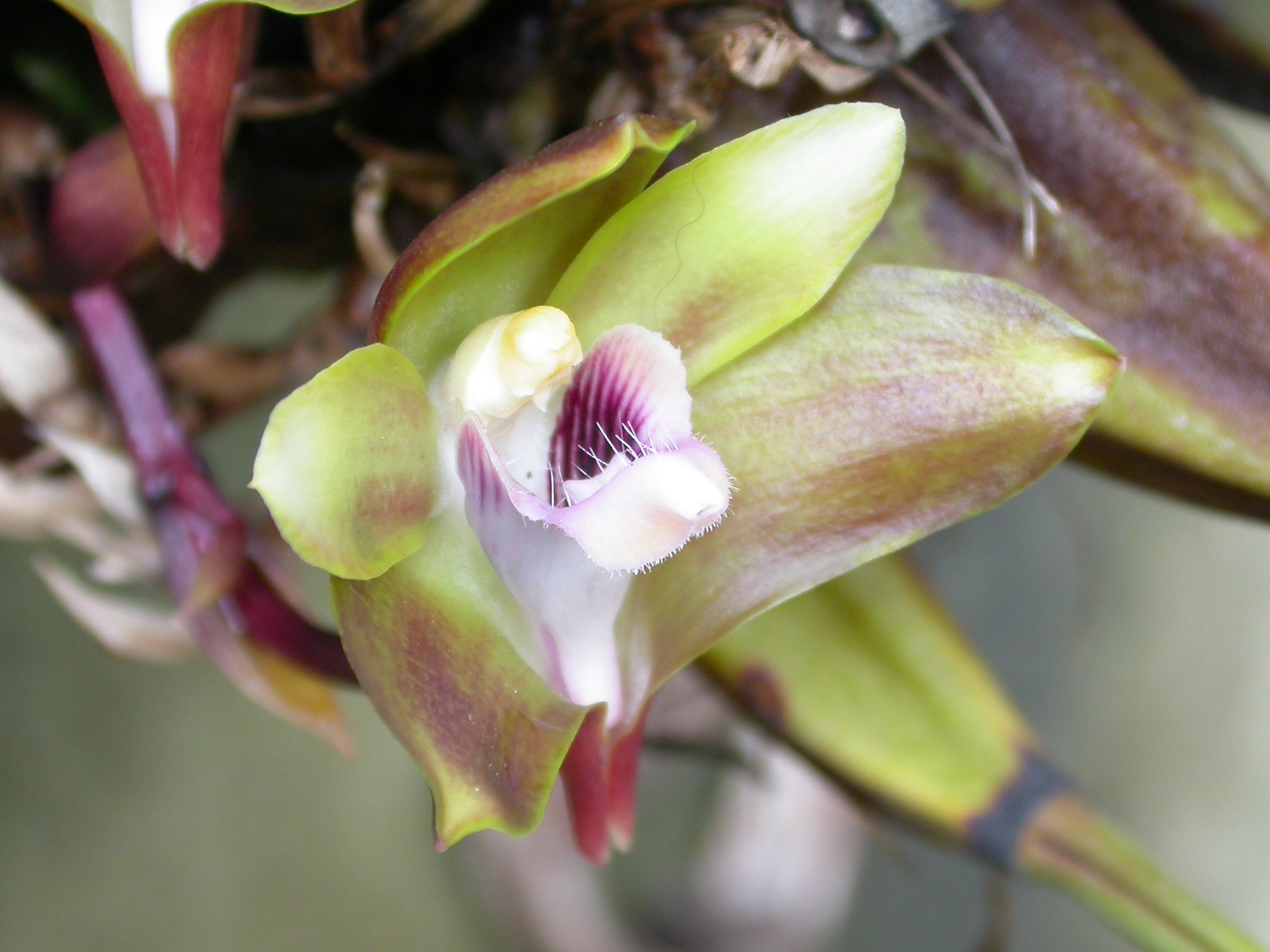
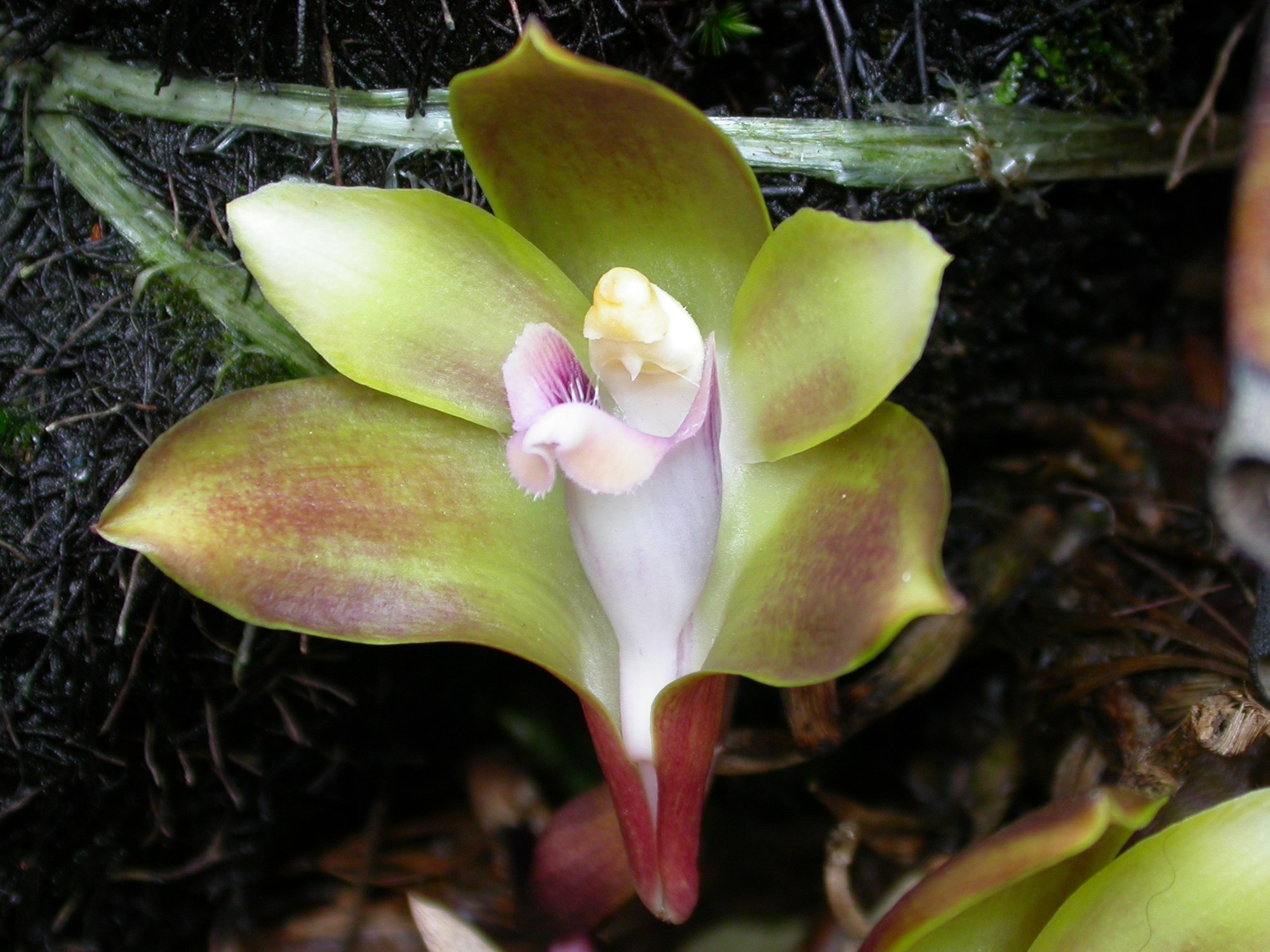